# 奥田浩史
奥田 浩史（おくだ　ひろし、1971年7月26日 - ）は、日本の男性映像編集技師。

## 人物
日本アカデミー賞優秀編集賞を受賞（第27回・第29回）。主に邦画（実写、アニメーション）の映像編集を行う。庵野秀明、樋口真嗣両監督作品に馴染みが深い。

## 主な作品
特に断りが無い限り、全て編集を担当。

### 映画
- 夏の庭 SUMMER GARDEN/The Friends.cast(1994) - ネガ編集
- ガメラ2 レギオン襲来(1996) - 編集助手
- 新世紀エヴァンゲリオン劇場版 Air/まごころを、君に (1997) - 実写パート編集
- HAPPY PEOPLE ハッピーピープル (1997) - 編集助手
- ラブ&ポップ (1998)
- ガメラ3 邪神覚醒 (1999) - 特殊技術編集
- さくや妖怪伝 (2000)
- sWinG maN (2000)
- BLOOD THE LAST VAMPIRE(2000)
- 女学生の友 (2001)
- 陰陽師(2001)
- パコダテ人(2002)
- 石山飯店 (2002) - 編集指導
- オー・ド・ヴィ (2002)
- スパイ・ゾルゲ(2003) - 第27回日本アカデミー賞優秀編集賞受賞[2]
- CUTIE HONEY　キューティーハニー (2003)
- 真昼ノ星空 (2004)
- 2つの名前を持つ男 キャメラマン金学成・金井成一の足跡 (2005)
- この胸いっぱいの愛を（2005）
- 蟬しぐれ (2005) - 第29回日本アカデミー賞優秀編集賞受賞
- ローレライ (2005)
- バブルへGO!! タイムマシンはドラム式 (2006)
- 日本沈没 (2006)
- ヱヴァンゲリヲン新劇場版:序 (2007)
- 交響詩篇エウレカセブン ポケットが虹でいっぱい(2009)
- ヱヴァンゲリヲン新劇場版:破 (2009)
- 劇場版 ヤッターマン 新ヤッターメカ大集合! オモチャの国で大決戦だコロン!(2009)
- 昆虫物語 みつばちハッチ〜勇気のメロディ〜 (2010)
- 劇場版 TIGER & BUNNY -The Beginning- (2012)
- Wake Up, Girls! 七人のアイドル(2014)
- 台風のノルダ(2015)
- ブラッククローバー 魔法帝の剣(2023)

### TV
- 24人の加藤あい『Q』前半・後半(2001,TBS)
- ヴァンドレッド 胎動篇(2001,アニマックス) - 構成編集
- ヤッターマン(2008-2009,読売テレビ)
- ヒゲぴよ(2009,NHK教育)
- TIGER & BUNNY(2011,毎日放送)
- SKET DANCE(2011,テレビ東京)
- Wake Up, Girls!(2014,テレビ東京)
- 夜ノヤッターマン (2015)
- パンチライン (2015)
- ナースウィッチ小麦ちゃんR (2016)
- キズナイーバー (2016)
- DAYS (2016)
- ひそねとまそたん (2018)
- BANANA FISH (2018)

### DVD/OVA
- DVDマガジン・グラスホッパー！VOL.3収録　庵野秀明ビデオ作品『流星課長』(2002)
- ナースウィッチ小麦ちゃんマジカルて 第2.5話(2002) - ミュージッククリップ編集
- フリクリ MUSIC DVD(2005)
- 鴉 -KARAS- (2005)
- ヱヴァンゲリヲン新劇場版：破　EVANGELION:2.22 YOU CAN (NOT) ADVANCE.(2010) - Rebuild of EVANGELION:2.02(構成)／スペシャル 特典映像(編集)
- 夜桜四重奏 〜ホシノウミ〜（2010）
- 暗闇王女（2010）
- .hack//Quantum (2010)
- 孤島王女（2011）
- 一発必中!! デバンダー (2012)

### WEBシネマ
- 香港バタフライ (2005)

## インタビュー
- スタッフインタビュー - 公式決定本　ヱヴァンゲリヲン新劇場版：序全記録全集
- 今後あるべき新しいアニメ - 鴉-karas-公式サイト(インターネットアーカイブ)
- タツノコプロ潜入レポート（ヤッターマン） - 読売テレビ公式サイト